# Wooden Ships
Wooden Ships è un brano musicale scritto e composto nel 1968 dal trio Crosby-Kantner-Stills, le cui versioni furono eventualmente registrate sia dal supergruppo Crosby, Stills & Nash (senza Young) che dai Jefferson Airplane; Paul Kantner era uno dei membri fondatori di quest'ultimo gruppo.
L'anno dopo entrambi i gruppi pubblicarono, nei loro album Crosby, Stills & Nash (CS&N) e Volunteers (Jefferson Airplane), ciascuno la propria versione del brano.

## Descrizione
Il brano fu scritto e composto a Fort Lauderdale, in Florida (Stati Uniti), su una barca chiamata Mayan, di proprietà dello stesso David Crosby che compose la musica; mentre Paul Kantner scrisse le prime due strofe e, Stephen Stills, la terza. Kantner non poteva essere accreditato come autore nell'album dei CS&N, a causa di una lite con un vecchio manager; apparve, finalmente, come autore nella ristampa dell'album Crosby, Stills & Nash, pubblicata nel 2006. Con umorismo, Crosby è accreditato con la "barca a vela" nel libretto dell'album Volunteers dei Jefferson Airplane. 
Il testo del brano descrive, sotto forma di dialogo (tra Crosby e Stills, o tra Kantner e Grace Slick), l'incontro tra due soldati di campi opposti che sembrano essere gli unici sopravvissuti di una guerra nucleare.
Il brano è stato, spesso, eseguito in concerto da Crosby, Stills & Nash, sia insieme che nelle vesti soliste. Esso appare nei seguenti album dal vivo, tra cui:
- Woodstock: Music from the Original Soundtrack and More (Crosby, Stills, Nash & Young, 11 maggio 1970);
- Stephen Stills Live (Stephen Stills, 4 dicembre 1975);
- It's All Coming Back to Me Now... (David Crosby, 24 gennaio 1995);
- Another Stoney Evening (Crosby & Nash, 13 gennaio 1998).

## Musicisti

### Versione originale dei CS&N
Gruppo
- David Crosby – chitarra ritmica, voce solista, armonie vocali
- Stephen Stills – chitarra solista, organo, basso, voce solista, armonie vocali
- Graham Nash – armonie vocali

Altri musicisti
- Dallas Taylor – batteria

### Cover dei Jefferson Airplane
Gruppo
- Grace Slick – voce solista, armonie vocali
- Paul Kantner – chitarra ritmica, voce solista, armonie vocali
- Marty Balin – voce solista, armonie vocali
- Jorma Kaukonen – chitarra solista
- Jack Casady – basso
- Spencer Dryden – batteria

Altri musicisti
- Nicky Hopkins – piano
- David Crosby – "barca a vela"